# Comissão Central de Política e Assuntos Jurídicos
A Comissão Central de Política e Assuntos Jurídicos do Partido Comunista da China (chinês simplificado:中共中央 政法 委员会; chinês tradicional:中共中央 政法 委員會; pinyin: Zhonggong Zhongyang Zhèngfǎ Wěiyuánhuì) é a organização do Comitê Central do Partido Comunista da China responsável por assuntos políticos e jurídicos internos. Na prática, a organização supervisiona todas as autoridades responsáveis pela aplicação da lei, incluindo a polícia judiciária, o que a torna um órgão basilar da organização estatal chinesa. A Comissão é chefiada por um secretário, que é geralmente eleito entre os membros do Politburo Central 